# Weisha He
Weisha He är ett vattendrag i Kina. Det ligger i provinsen Jilin, i den nordöstra delen av landet, omkring 270 kilometer söder om provinshuvudstaden Changchun.
Genomsnittlig årsnederbörd är 1 154 millimeter. Den regnigaste månaden är juli, med i genomsnitt 321 mm nederbörd, och den torraste är januari, med 9 mm nederbörd.